# Basket Cavezzo 2005-2006
Questa voce raccoglie le informazioni riguardanti il Basket Cavezzo nelle competizioni ufficiali della stagione 2005-2006.

## Stagione
Nella stagione 2005-2006 l'Acetum Cavezzo, neopromossa dalla Serie A2, ha disputato per la seconda volta la Serie A1.
Il 1º febbraio 2006 viene sostituito l'allenatore con Carlo Grilli.

## Verdetti stagionali
- Serie A1: (36 partite)

stagione regolare: 13º posto su 16 squadre (7-23);
finale play-out vinta contro Vicenza (2-1).

## Roster
|    | Naz.                 | Ruolo | Sportivo              | Anno | Alt. |  |       |
| -- | -------------------- | ----- | --------------------- | ---- | ---- |  | ----- |
| 4  | Serbia (bandiera)    | P     | Marija Erić           | 1983 | 164  |  |       |
| 5  | Italia (bandiera)    | A     | Eleonora Costi        | 1983 | 180  |  | [ 2 ] |
| 6  | Italia (bandiera)    | G     | Antonella Codispoti   | 1986 | 166  |  |       |
| 7  | Italia (bandiera)    | PG    | Valeria Zanoli        | 1984 | 170  |  |       |
| 8  | Italia (bandiera)    | A     | Masa Goldoni          | 1975 | 181  |  |       |
| 9  | Italia (bandiera)    | C     | Alice Romagnoli       | 1984 | 190  |  |       |
| 10 | Italia (bandiera)    | G     | Erika Aleotti         | 1980 | 172  |  |       |
| 11 | Italia (bandiera)    | A     | Mara Invernizzi       | 1978 | 182  |  |       |
| 12 | Italia (bandiera)    | A     | Ambra Lugli           | 1988 | 178  |  |       |
| 13 | Italia (bandiera)    | A     | Elena Annovi          | 1987 | 172  |  |       |
| 14 | Belgio (bandiera)    | AC    | Laurence Van Malderen | 1981 | 192  |  |       |
| 15 | Italia (bandiera)    | P     | Chiara Catellani      | 1989 | 169  |  |       |
| 15 | Italia (bandiera)    | P     | Silvia Franciosi      | 1980 | 172  |  |       |
| 16 | Italia (bandiera)    | G     | Sara Acciuffi         | 1987 | 168  |  |       |
| 17 | Italia (bandiera)    | A     | Erica Meschiari       | 1989 | 180  |  |       |
| 18 | Italia (bandiera)    | G     | Francesca Cantore     | 1990 | 168  |  |       |
| 19 | Italia (bandiera)    | P     | Erika Gozzi           | 1990 | 166  |  |       |
| 20 | Rep. Ceca (bandiera) | C     | Martina Rejchová      | 1983 | 196  |  |       |

## Statistiche

### Statistiche di squadra
| Competizione | Punti | In casa | In casa | In casa | In casa | In casa | In trasferta | In trasferta | In trasferta | In trasferta | In trasferta | Totale | Totale | Totale | Totale | Totale | Totale |
| Competizione | Punti | G       | V       | P       | Ptf     | Pts     | G            | V            | P            | Ptf          | Pts          | G      | V      | P      | Ptf    | Pts    | Diff.  |
| ------------ | ----- | ------- | ------- | ------- | ------- | ------- | ------------ | ------------ | ------------ | ------------ | ------------ | ------ | ------ | ------ | ------ | ------ | ------ |
| Serie A1     | 14    | 15      | 5       | 10      | 971     | 1012    | 15           | 2            | 13           | 839          | 1100         | 30     | 7      | 23     | 1810   | 2112   | -302   |
| Play-out     |       | 3       | 2       | 1       | 185     | 178     | 3            | 2            | 1            | 192          | 173          | 6      | 4      | 2      | 377    | 351    | +26    |
| Totale       |       | 18      | 7       | 11      | 1156    | 1190    | 18           | 4            | 14           | 1031         | 1273         | 36     | 11     | 25     | 2187   | 2463   | -276   |

### Statistiche delle giocatrici
| Giocatrice            | Partite | Partite | Min. | Pun | Tiri da 2 | Tiri da 2 | Tiri da 2 | Tiri da 3 | Tiri da 3 | Tiri da 3 | Tiri Liberi | Tiri Liberi | Tiri Liberi | Rimbalzi | Rimbalzi | Rimbalzi | Palle | Palle | Stopp. | Stopp. | Ass | Falli | Falli | Val. |
| Giocatrice            | Pr      | PG      | Min. | Pun | R         | T         | %         | R         | T         | %         | R           | T           | %           | D        | O        | T        | P     | R     | S      | D      | Ass | F     | S     | Val. |
| --------------------- | ------- | ------- | ---- | --- | --------- | --------- | --------- | --------- | --------- | --------- | ----------- | ----------- | ----------- | -------- | -------- | -------- | ----- | ----- | ------ | ------ | --- | ----- | ----- | ---- |
| Sara Acciuffi         | 32      | 10      | 14   | 5   | 1         | 4         | 25        | 1         | 3         | 33        |             |             |             | 2        | 1        | 3        | 3     |       | 1      |        |     | 1     |       | -2   |
| Erika Aleotti         | 36      | 35      | 643  | 204 | 46        | 96        | 48        | 29        | 109       | 27        | 25          | 31          | 81          | 22       | 25       | 47       | 72    | 23    | 5      | 5      | 7   | 39    | 35    | 69   |
| Elena Annovi          | 1       | 0       |      | 0   |           |           |           |           |           |           |             |             |             |          |          |          |       | 1     |        |        |     |       |       | 1    |
| Francesca Cantore     | 2       | 0       |      | 0   |           |           |           |           |           |           |             |             |             |          |          |          |       |       |        |        |     |       |       |      |
| Eleonora Costi        | 35      | 33      | 478  | 128 | 19        | 43        | 44        | 27        | 82        | 33        | 9           | 15          | 60          | 31       | 19       | 50       | 51    | 38    |        | 2      | 6   | 83    | 22    | 27   |
| Marija Erić           | 36      | 36      | 1067 | 471 | 97        | 182       | 53        | 61        | 154       | 40        | 94          | 153         | 61          | 82       | 24       | 106      | 174   | 127   | 9      |        | 84  | 89    | 211   | 490  |
| Silvia Franciosi      | 1       | 0       |      | 0   |           |           |           |           |           |           |             |             |             |          |          |          |       |       |        |        |     |       |       |      |
| Masa Goldoni          | 36      | 36      | 695  | 163 | 22        | 64        | 34        | 38        | 130       | 29        | 5           | 8           | 62          | 58       | 24       | 82       | 55    | 21    | 3      | 3      | 6   | 86    | 20    | 14   |
| Mara Invernizzi       | 36      | 36      | 670  | 122 | 30        | 92        | 33        | 14        | 37        | 38        | 20          | 38          | 53          | 62       | 15       | 77       | 63    | 27    | 3      |        | 11  | 87    | 39    | 20   |
| Ambra Lugli           | 1       | 0       |      | 0   |           |           |           |           |           |           |             |             |             |          |          |          |       |       |        |        |     |       |       |      |
| Martina Rejchová      | 36      | 35      | 891  | 268 | 99        | 192       | 52        | 1         | 5         | 20        | 67          | 91          | 74          | 190      | 94       | 284      | 80    | 28    | 6      | 21     | 10  | 92    | 80    | 392  |
| Alice Romagnoli       | 36      | 36      | 629  | 105 | 37        | 99        | 37        | 4         | 9         | 44        | 19          | 32          | 59          | 88       | 42       | 130      | 53    | 33    | 1      | 7      | 9   | 59    | 36    | 127  |
| Laurence Van Malderen | 36      | 36      | 1140 | 442 | 158       | 341       | 46        | 30        | 109       | 28        | 36          | 44          | 82          | 182      | 54       | 236      | 108   | 50    | 1      | 18     | 31  | 101   | 67    | 364  |
| Valeria Zanoli        | 36      | 36      | 973  | 270 | 64        | 175       | 37        | 34        | 121       | 28        | 40          | 60          | 67          | 63       | 20       | 83       | 94    | 94    | 3      | 1      | 57  | 71    | 112   | 231  |